# 金珉在
金珉在（1983年10月13日—）是一名韩国举重运动员，身高1.73米。2010年，在广州亚运会中以383千克夺得男子94公斤级举重季军。他也参加了2012年伦敦奥运。